# Olympische Zwischenspiele 1906/Leichtathletik – 100 m (Männer)
Der 100-Meter-Lauf der Männer bei den Olympischen Zwischenspielen 1906 in Athen wurde am 27. April 1906 im Panathinaiko-Stadion ausgetragen. Zwei Tage zuvor gab es Vor- und Zwischenläufe, über welche sich die Läufer für das Finale qualifizierten. In den Vorläufen gab es eine Reihe von ungeahndeten Fehlstarts, was wohl auch daran lag, dass die Läufer mit den griechischen Startkommandos nicht vertraut waren.

## Rekorde
| Weltrekord         | 10,8 s | zahlreiche Läufer  | zahlreiche Läufer | zahlreiche Läufer |
| Olympischer Rekord | 10,8 s | Vereinigte Staaten | Walter Tewksbury  | 1900              |
| Olympischer Rekord | 10,8 s | Vereinigte Staaten | Frank Jarvis      | 1900              |

## Ergebnisse

### Vorläufe (25. April 1906)

#### 1. Vorlauf
| Platz | Athlet           | Land         | Zeit (s) |
| ----- | ---------------- | ------------ | -------- |
| 1     | Archie Hahn      | USA          | 12,0     |
| 2     | Otto Bock        | Dänemark     | k. A.    |
|       | Georgios Zinon   | Griechenland | k. A.    |
|       | Julius Wagner    | Deutschland  | k. A.    |
|       | Karl Lampelmayer | Österreich   | k. A.    |

#### 2. Vorlauf
| Platz | Athlet              | Land        | Zeit (s) |
| ----- | ------------------- | ----------- | -------- |
| 1     | William Eaton       | USA         | 11,6     |
| 2     | Gaspare Torretta    | Italien     | k. A.    |
| 3     | Georges Malfait     | Frankreich  | k. A.    |
| 4     | Robert Schöffthaler | Österreich  | k. A.    |
| 5     | Fritz Hofmann       | Deutschland | k. A.    |

#### 3. Vorlauf
| Platz | Athlet           | Land         | Zeit (s) |
| ----- | ---------------- | ------------ | -------- |
| 1     | Fay Moulton      | USA          | 11,8     |
| 2     | Pandelis Ektoros | Griechenland | k. A.    |
| 3     | Martin Beckmann  | Deutschland  | k. A.    |

#### 4. Vorlauf
| Platz | Athlet                 | Land         | Zeit (s) |
| ----- | ---------------------- | ------------ | -------- |
| 1     | Knut Lindberg          | Schweden     | 11,8     |
| 2     | Bohuslav Pohl-Polenský | Böhmen       | k. A.    |
|       | Konstantinos Devetzis  | Griechenland | k. A.    |
|       | Aage Petersen          | Dänemark     | k. A.    |
|       | Patestos Patestidis    | Griechenland | k. A.    |

#### 5. Vorlauf
| Platz | Athlet           | Land         | Zeit (s) |
| ----- | ---------------- | ------------ | -------- |
| 1     | Georgios Kesar   | Griechenland | 12,6     |
|       | George Queyrouze | USA          | DNF      |

#### 6. Vorlauf
| Platz | Athlet             | Land           | Zeit (s) |
| ----- | ------------------ | -------------- | -------- |
| 1     | William Schick     | USA            | 12,2     |
| 2     | Wyndham Halswelle  | Großbritannien | k. A.    |
| 3     | Gustav Krojer      | Österreich     | k. A.    |
| 4     | Wilhelm Ritzenhoff | Deutschland    | k. A.    |
| 5     | Gunnar Rönström    | Schweden       | k. A.    |

#### 7. Vorlauf
| Platz | Athlet        | Land           | Zeit (s) |
| ----- | ------------- | -------------- | -------- |
| 1     | Reginald Reed | Großbritannien | 12,0     |
| 2     | Axel Ljung    | Schweden       | k. A.    |

#### 8. Vorlauf
| Platz | Athlet                  | Land           | Zeit (s) |
| ----- | ----------------------- | -------------- | -------- |
| 1     | Alfred Healey           | Großbritannien | 12,2     |
| 2     | Vincenz Duncker         | Deutschland    | 12,2     |
| 3     | Sotirios Anastasopoulos | Griechenland   | k. A.    |
| 4     | Uno Häggman             | Finnland       | k. A.    |
| 5     | Nikolaos Mourmouris     | Griechenland   | k. A.    |

#### 9. Vorlauf
| Platz | Athlet             | Land         | Zeit (s) |
| ----- | ------------------ | ------------ | -------- |
| 1     | Lawson Robertson   | USA          | 11,4     |
| 2     | Nigel Barker       | Australien   | k. A.    |
| 3     | Martin Brustmann   | Deutschland  | k. A.    |
|       | A. Papadakis       | Griechenland | k. A.    |
|       | Otto Hahnel-Kohout | Böhmen       | k. A.    |

#### 10. Vorlauf
| Platz | Athlet                | Land           | Zeit (s) |
| ----- | --------------------- | -------------- | -------- |
| 1     | Sidney Abrahams       | Großbritannien | 11,8     |
| 2     | Meyer Prinstein       | USA            | k. A.    |
| 3     | Marc Bellin du Coteau | Frankreich     | k. A.    |
|       | Miksa Hellmich        | Ungarn         | k. A.    |
|       | Vasilios Stournaras   | Griechenland   | k. A.    |

### Zwischenläufe (25. April 1906)

#### 1. Zwischenlauf
| Platz | Athlet                 | Land           | Zeit (s) |
| ----- | ---------------------- | -------------- | -------- |
| 1     | Archie Hahn            | USA            | 11,4     |
| 2     | Lawson Robertson       | USA            | k. A.    |
| 3     | Otto Bock              | Dänemark       | k. A.    |
| 4     | Sidney Abrahams        | Großbritannien | k. A.    |
| 5     | Bohuslav Pohl-Polenský | Böhmen         | k. A.    |

#### 2. Zwischenlauf
| Platz | Athlet         | Land     | Zeit (s) |
| ----- | -------------- | -------- | -------- |
| 1     | Fay Moulton    | USA      | 11,2     |
| 2     | Knut Lindberg  | Schweden | k. A.    |
| 3     | William Schick | USA      | k. A.    |

#### 3. Zwischenlauf
| Platz | Athlet            | Land           | Zeit (s) |
| ----- | ----------------- | -------------- | -------- |
| 1     | William Eaton     | USA            | 11,6     |
| 2     | Nigel Barker      | Australien     | k. A.    |
| 3     | Wyndham Halswelle | Großbritannien | k. A.    |
| 4     | Axel Ljung        | Schweden       | k. A.    |
| 5     | Gaspare Torretta  | Italien        | k. A.    |
| 6     | Alfred Healey     | Großbritannien | k. A.    |

### Endlauf (27. April 1906)
| Platz | Athlet           | Land       | Zeit (s) |
| ----- | ---------------- | ---------- | -------- |
| 1     | Archie Hahn      | USA        | 11,2     |
| 2     | Fay Moulton      | USA        | k. A.    |
| 3     | Nigel Barker     | Australien | k. A.    |
| 4     | William Eaton    | USA        | k. A.    |
| 5     | Lawson Robertson | USA        | k. A.    |
| 6     | Knut Lindberg    | Schweden   | k. A.    |

Die Abstände wurden wie folgt angegeben: Moulton 1 Yard hinter Hahn, Barker 1 Fuß hinter Moulton, Eaton 1,5 Yards hinter Barker, Robertson gleichauf mit Eaton, Lindberg 1 Yard hinter Robertson.
1. ↑  „Sports Reference“ spricht von „mindestens acht Läufern“, Kluge nennt den Belgier Emile de Ré „und andere“. In der englischen Wikipedia sind an dieser Stelle 15 Läufer genannt, darunter der Deutsch-Südafrikaner Vincenz Duncker.